# العرب (صحيفة)
العرب صحيفة قطرية وهي أول جريدة يومية سياسية جامعة تصدر في قطر عن مجموعة دار الشرق الإعلامية.
وكان قد أسسها عميد الصحافة القطرية الأستاذ عبد الله بن حسين نعمة، حيث شغل منصب رئيس التحرير المسؤول.
صدرت العرب في بدايتها عام 1972 بست صفحات، وكانت تباع في ذلك الوقت بما قيمته 50 درهما، وكان لها مراسلون في كل من القاهرة وعمَـان والجزائر.
هذا وقد استمرت العرب بالصدور حتى عام 1996 وكان آخر أعدادها يحمل الرقم 7096 صدر في الثاني من يناير، وكان يحتوي على 22 صفحة وبيع بما قيمته ريالان قطريان.
استُأنف إصدار صحيفة العرب مرة أخرى في الثامن عشر من نوفمبر عام 2007.
وكان العدد الأول منها يحمل الرقم 7097، وهو الرقم المكمل لأخر عدد صدر من صحيفة العرب عام 1996.
صدرت سابقاً عن دار العرب للصحافة والطباعة والنشر والتوزيع وتصدر حالياً عن مجموعة دار الشرق الإعلامية ويشغل منصب رئيس التحرير فالح حسين الهاجري منذ أغسطس 2023 خلفًا لعبد الله طالب المري، وخلفًا لعبد الله العذبة وخلفًا لأحمد بن سعيد الرميحي وخلفًا لعبد العزيز بن إبراهيم آل محمود والذي سبق وأن رأس تحرير صحيفة الشرق، وثم عمل مديرًا لموقع الجزيرة.نت حتى أسندت إليه رئاسة تحرير صحيفة العرب بدايات العام 2007. في يوليو 2020، اعلنت الصحيفة إيقاف طبعتها الورقية مع استمرار الصدور إلكترونياً.
كانت اليومية إحدى الرعاة الإعلاميين للبرنامج الأولمبي المدرسي (SOP) في مارس 2013.

## وصلات خارجية
- الموقع الرسمي